# Hermann Eßwein
Edmund Hermann Heinrich August Eßwein (* 13. Mai 1877 in Mannheim; † 1934 in München) war ein deutscher Schriftsteller, Kunstkritiker und Übersetzer.

## Leben
Eßwein, Sohn des Lithografen Joseph Eßwein, ging auf das Gymnasium in Mainz und studierte nach dem Abitur in München Jura und Philosophie, bevor er sich ab 1900 ganz der Literatur zuwendete. Er veröffentlichte kunstgeschichtliche und kunstpädagogische Essays in Kunstzeitschriften wie Kunst für alle und Kritiken aktueller Kunstausstellung in Tageszeitungen wie der Frankfurter Zeitung. Gedichte veröffentlichte er beispielsweise in Hans Benzmanns Moderne deutsche Lyrik. Im Piper Verlag war er Herausgeber der ab 1904 erscheinenden, aus zwölf Monografien bestehenden Reihe Moderne Illustratoren. Außerdem verfasste er phantastische und groteske Erzählungen.
Er lebte vorwiegend in München.

## Werke
- Das Atelier. Studien in Prosa, Avalun, München, 1902
- Die Schrittmacher und anderes. Piper & Co Verlag, München 1908.
- Flimperpimper, das große Geldschiff. Eine prähistorisch-moderne Kulturgroteske. Georg Müller, München & Leipzig 1908.
- Megander der Mann mit den zween Köpfen und andere Geschichten. Delphin, München 1912.
- Rembrandt. Piper & Co Verlag, München 1923.